# Розелл (Иллинойс)
Розелл (англ. Roselle) — деревня в округах Ду-Пейдж и Кук штата Иллинойс, США. Является западным пригородом Чикаго и частью столичной области Чикаго.
Расположенная в северо-восточной части штата, Розелл была впервые зарегистрирована в 1922 году и представляет собой спальный район, жители которого обычно ездят в Чикаго или другие пригороды на работу. По переписи 2010 года население деревни составляло 22 763.

## История
| Год переписи                          | Нас.  |       | %±     |
| ------------------------------------- | ----- | ----- | ------ |
| 1880                                  | 193   |       | —      |
| 1930                                  | 807   |       | 318,1% |
| 1940                                  | 694   |       | −14%   |
| 1950                                  | 1038  |       | 49,6%  |
| 1960                                  | 3581  |       | 245%   |
| 1970                                  | 6207  |       | 73,3%  |
| 1980                                  | 17034 |       | 174,4% |
| 1990                                  | 20819 |       | 22,2%  |
| 2000                                  | 23115 |       | 11%    |
| 2010                                  | 22763 |       | −1,5%  |
| 2018                                  | 22656 | [ 3 ] | −0,5%  |
| 1880–2018 Десятилетняя перепись в США |       |       |        |

Район, окружающий нынешнюю деревню, начал заселяться в начале 1830-х годов, когда поселенцы обосновались рядом с коренным народом потаватоми. Сайлас Л. Мичем и его братья Харви и Лайман поселились в районе, ныне известном как городок Блумингдейл. Правительство предлагало землю в этом районе по цене около 1,25 доллара за акр. В 1837 году дьякон Элайдж Хаф и его жена поселились в районе Блумингдейл со своими сыновьями Орамелом, Розеллом и дочерью Корнелией.
В 1868 году, в возрасте 48 лет, Розелл Хаф вернулся из Чикаго, и увидел, что этот район превратился в сельскохозяйственный центр по выращиванию кукурузы и льна. Он открыл компанию Illinois Linen Company. Хаф также был президентом компании Chicago and Pacific Railroad Company.